# Roelf-Jan Tiktak
Roelf-Jan Tiktak (Veendam, 6 mei 1958) is een voormalig Nederlands voetballer. Hij stond onder contract bij SC Veendam, Sparta Rotterdam en AZ.
Hij debuteerde in het betaald voetbal op 1 mei 1977 in de uitwedstrijd tegen Fortuna SC als invaller voor Bert Wierenga. Tiktak kwam vijf keer uit voor Jong Oranje, o.a. tijdens het destijds befaamde jeugdtoernooi in het Franse Toulon. Hij speelde enkele malen voor het Militair Elftal, een keer in het Nederlands B-elftal en een keer in het Olympisch elftal. 
Van 20 oktober 1982 tot 16 september 2004 was Tiktak de laatste speler van AZ('67) die een doelpunt scoorde in een Europacupwedstrijd voor de Alkmaarders.  
Nadat hij door een knieblessure afgekeurd werd voor het spelen van betaald voetbal werd hij verzekeringsadviseur en scout voor de jeugdopleiding van AZ. Ook was hij trainer van Reiger Boys.

## Statistieken
| Seizoen | Club       | Land      | Competitie     | Wed. | Goals |
| ------- | ---------- | --------- | -------------- | ---- | ----- |
| 1976/77 | SC Veendam | Nederland | Eerste divisie | 5    | 0     |
| 1977/78 | SC Veendam | Nederland | Eerste divisie | 25   | 1     |
| 1978/79 | SC Veendam | Nederland | Eerste divisie | 34   | 3     |
| 1979/80 | SC Veendam | Nederland | Eerste divisie | 34   | 1     |
| 1980/81 | Sparta     | Nederland | Eredivisie     | 26   | 3     |
| 1981/82 | Sparta     | Nederland | Eredivisie     | 34   | 9     |
| 1982/83 | AZ'67      | Nederland | Eredivisie     | 32   | 10    |
| 1983/84 | AZ'67      | Nederland | Eredivisie     | 34   | 6     |
| 1984/85 | AZ'67      | Nederland | Eredivisie     | 7    | 0     |
| 1985/86 | → Sparta   | Nederland | Eredivisie     | 30   | 4     |
| 1986/87 | AZ         | Nederland | Eredivisie     | 17   | 2     |
| 1987/88 | AZ         | Nederland | Eredivisie     | 2    | 0     |
| 1988/89 | AZ         | Nederland | Eerste divisie | 23   | 1     |
| 1989/90 | AZ         | Nederland | Eerste divisie | 3    | 0     |
| Totaal  | Totaal     | Totaal    | Totaal         | 306  | 40    |